# 24-Stunden-Rennen von Spa-Francorchamps 2019

Streckenlayout 2019

Das 71. 24-Stunden-Rennen von Spa-Francorchamps, auch Total 24 Hours of Spa, fand am 27. und 28. Juli 2019 auf dem Circuit de Spa-Francorchamps statt und war der vierte Wertungslauf der Blancpain Endurance Series dieses Jahres.

## Das Rennen
Den drei Werksfahrern Michael Christensen, Richard Lietz und Kévin Estre gelang im Porsche 911 GT3 R der erste Porsche-Gesamtsieg in Spa seit 2010, als Jörg Bergmeister, Wolf Henzler, Romain Dumas und Martin Ragginger im Porsche 997 GT3 RSR gewannen. Im Ziel hatte das Trio den knappen Vorsprung von 3,347 Sekunden auf die Markenkollegen Frédéric Makowiecki, Patrick Pilet und Nick Tandy. In der Nacht musste das Rennen für sechs Stunden unterbrochen werden, da starke Regenfälle die Strecke teilweise unter Wasser setzten. Mit 72 Teilnehmern am Renntag gab es ein Rekordstarterfeld.

## Ergebnisse

### Schlussklassement
| 1           | Pro        | 20  | GPX Racing                           | Michael Christensen Richard Lietz Kévin Estre                            | Porsche 911 GT3 R            | 363 |
| 2           | Pro        | 998 | Rowe Racing                          | Frédéric Makowiecki Patrick Pilet Nick Tandy                             | Porsche 911 GT3 R            | 363 |
| 3           | Pro        | 4   | Mercedes-AMG Team Black Falcon       | Maro Engel Yelmer Buurman Luca Stolz                                     | Mercedes-AMG GT3             | 363 |
| 4           | Pro        | 25  | Audi Sport Team Saintéloc            | Christopher Haase Frédéric Vervisch Markus Winkelhock                    | Audi R8 LMS GT3              | 363 |
| 5           | Pro        | 98  | Rowe Racing                          | Romain Dumas Sven Müller Mathieu Jaminet                                 | Porsche 911 GT3 R            | 362 |
| 6           | Pro        | 30  | Honda Team Motul                     | Bertrand Baguette Renger van der Zande Mario Farnbacher                  | Honda NSX GT3                | 362 |
| 7           | Pro        | 99  | Rowe Racing                          | Matt Campbell Dennis Olsen Dirk Werner                                   | Porsche 911 GT3 R            | 362 |
| 8           | Pro        | 563 | Orange 1 FFF Racing Team             | Andrea Caldarelli Marco Mapelli Dennis Lind                              | Lamborghini Huracán GT3      | 362 |
| 9           | Pro        | 117 | KÜS Team75 Bernhard                  | Earl Bamber Laurens Vanthoor Timo Bernhard                               | Porsche 911 GT3 R            | 362 |
| 10          | Pro        | 999 | Mercedes-AMG Team GruppeM Racing     | Lucas Auer Maximilian Buhk Maximilian Götz                               | Mercedes-AMG GT3             | 362 |
| 11          | Pro        | 34  | Walkenhorst Motorsport               | Mikkel Jensen Nicky Catsburg Christian Krognes                           | BMW M6 GT3                   | 362 |
| 12          | Pro        | 10  | Belgian Audi Club Team WRT           | Norman Nato Rik Breukers Charles Weerts                                  | Audi R8 LMS                  | 362 |
| 13          | Pro        | 88  | Mercedes-AMGTeam AKKA ASP            | Raffaele Marciello Fabian Schiller Vincent Abril                         | Mercedes-AMG GT3             | 361 |
| 14          | Pro        | 129 | Montaplast by Land-Motorsport        | Christopher Mies Jamie Green Ricardo Feller                              | Audi R8 LMS                  | 361 |
| 15          | Silver     | 78  | Barwell Motorsport                   | Sandy Mitchell James Pull Jordan Witt                                    | Lamborghini Huracán GT3      | 361 |
| 16          | Pro        | 63  | GRT Grasser Racing Team              | Mirko Bortolotti Christian Engelhart Rolf Ineichen                       | Lamborghini Huracán GT3      | 361 |
| 17          | Silver     | 90  | AKKA ASP Team                        | Felipe Fraga Timur Boguslavskiy Nico Bastian                             | Mercedes-AMG GT3             | 361 |
| 18          | Pro        | 18  | KCMG                                 | Oliver Jarvis Alexandre Imperatori Edoardo Liberat                       | Nissan GT-R Nismo GT3        | 360 |
| 19          | Pro        | 76  | R-Motorsport                         | Marvin Kirchhöfer Alex Lynn Jake Dennis                                  | Aston Martin Vantage AMR GT3 | 360 |
| 20          | Pro        | 44  | Mercedes-AMG Team Strakka Racing     | Gary Paffett Tristan Vautier Lewis Williamson                            | Mercedes-AMG GT              | 360 |
| 21          | Pro        | 519 | Orange 1 FFF Racing Team             | Phil Keen Franck Perera Giovanni Venturini                               | Lamborghini Huracán GT3      | 360 |
| 22          | Pro-Am     | 97  | Oman Racing With TF Sport            | Charlie Eastwood Ahmad Al Harthy Salih Yoluç Nicki Thiim                 | Aston Martin Vantage AMR GT3 | 359 |
| 23          | Pro        | 1   | Audi Sport Team WRT                  | Robin Frijns Nico Müller René Rast                                       | Audi R8 LMS                  | 358 |
| 24          | Silver     | 6   | Black Falcon                         | Patrick Assenheimer Hubert Haupt Gabriele Piana Abdulaziz Al Faisal      | Mercedes-AMG GT3             | 358 |
| 25          | Pro        | 2   | Audi Sport Team WRT                  | Dries Vanthoor Frank Stippler Alex Riberas                               | Audi R8 LMS                  | 358 |
| 26          | Pro-Am     | 74  | Ram Racing                           | Tom Onslow-Cole Remon Vos Darren Burke Christiaan Frankenhout            | Mercedes-AMG GT3             | 358 |
| 27          | Pro        | 54  | Dinamic Motorsport                   | Klaus Bachler Zaid Ashkanani Andrea Rizzoli                              | Porsche 911 GT3 R            | 357 |
| 28          | Am         | 33  | Rinaldi Racing                       | Christian Hook Manuel Lauck Alexander Mattschull Hendrik Still           | Ferrari 488 GT3              | 357 |
| 29          | Pro        | 110 | M-SportTeam Bentley                  | Luís Felipe Derani Andy Souček Lucas Ordoñez                             | Bentley Continental GT3      | 357 |
| 30          | Pro        | 66  | Attempto Racing                      | Clemens Schmid Kelvin van der Linde Milan Dontje                         | Audi R8 LMS                  | 357 |
| 31          | Silver     | 22  | Jenson Team Rocket RJN               | Philipp Frommenwiler Matt McMurry Struan Moore Ricárdo Sanchez           | Honda NSX GT3                | 357 |
| 32          | Pro-Am     | 43  | Strakka Racing                       | David Fumanelli Jack Hawksworth Richard Heistand Christina Nielsen       | Mercedes-AMG GT3             | 357 |
| 33          | Silver     | 19  | GRT Grasser Racing Team              | Lucas Mauron Arno Santamato Gerhard Tweraser Andrea Amici                | Lamborghini Huracán GT3      | 356 |
| 34          | Silver     | 17  | Team WRT                             | Shae Davies Alex MacDowall Paul Petit                                    | Audi R8 LMS                  | 356 |
| 35          | Am         | 77  | Barwell Motorsport                   | Adrian Amstutz Leo Machitski Richard Abra Patrick Kujala                 | Lamborghini Huracán GT3      | 356 |
| 36          | Am         | 29  | Raton Racing by Target               | Stefano Costantini Toni Forné Christoph Lenz Alberto Di Folco            | Lamborghini Huracán GT3      | 355 |
| 37          | Silver     | 12  | Ombra Racing                         | Fabrizio Crestani Nicolas Pohler Denis Dupont Corey Lewis                | Lamborghini Huracán GT3      | 353 |
| 38          | Am         | 444 | HB Racing                            | Jens Liebhauser Thomas Neubauer Florian Scholze Philipp Wlazik           | Ferrari 488 GT3              | 353 |
| 39          | Pro        | 35  | KCMG                                 | Katsumasa Chiyo Tsugio Matsuda Josh Burdon                               | Nissan GT-R Nismo GT3        | 352 |
| 40          | Pro-Am     | 93  | Tempesta Racing                      | Chris Froggatt Jonathan Hui Eddie Cheever III Giancarlo Fisichella       | Ferrari 488 GT3              | 351 |
| 41          | Am         | 488 | Rinaldi Racing                       | José Manuel Balbiani Martin Berry Pierre Ehret Rory Penttinen            | Ferrari 488 GT3              | 350 |
| 42          | Pro-Am     | 16  | Modena Motorsport                    | Mathias Beche Philippe Descombes John Shen Benny Simonsen                | Porsche 911 GT3 R            | 348 |
| 43          | Pro-Am     | 133 | Scuderia Villorba Corse              | Mauro Calamia Ivan Jacoma Stefano Monaco Roberto Pampanini               | Mercedes-AMG GT3             | 347 |
| 44          | Am         | 23  | Tech 1 Racing                        | Fabien Barthez Bernard Delhez Éric Cayrolle Timothé Buret                | Lexus RC F GT3               | 345 |
| 45          | Am         | 21  | OpenRoad Racing                      | Antares Au Remo Ruscitti Michael Soeryadjaya Francis Tjia                | Porsche 911 GT3 R            | 343 |
| 46          | Am         | 9   | Boutsen Ginion Racing                | Karim Ojjeh Marc Rostan Gennaro Bonafede Érik Maris                      | BMW M6 GT3                   | 339 |
| 47          | Am         | 188 | Garage 59                            | Chris Goodwin Alexander West Chris Harris Ross Gunn                      | Aston Martin Vantage AMR GT3 | 339 |
| 48          | Pro-Am     | 26  | Saintéloc Racing                     | Pierre Yves-Paque Michael Blanchemain Simon Gachet Steven Palette        | Audi R8 LMS                  | 338 |
| 49          | Pro        | 107 | Bentley Team M-Sport                 | Jordan Pepper Steven Kane Jules Gounon                                   | Bentley Continental GT3      | 321 |
| 50          | Am         | 80  | Audi Sport R8 LMS CUP                | Andrew Haryanto Jeffrey Lee Yasser Shahin Jingzu Sun                     | Audi R8 LMS                  | 303 |
| 51          | Pro        | 72  | SMP Racing                           | Miguel Molina Mikhail Aleshin Davide Rigon                               | Ferrari 488 GT3              | 294 |
| Ausgefallen |            |     |                                      |                                                                          |                              |     |
| 52          | Am         | 27  | Daiko Lazarus Racing                 | Graham Davidson Sylvain Debs Fernando Navarrete Immanuel Vinke           | Lamborghini Huracán GT3      | 252 |
| 53          | Pro-Am     | 14  | Scuderia Praha                       | Josef Král Gabriele Lancieri Matteo Malucellil Jiří Písařík              | Ferrari 488 GT3              | 240 |
| 54          | Pro        | 42  | BMW Team Schnitzer                   | Augusto Farfus John Edwards Martin Tomczyk                               | BMW M6 GT3                   | 237 |
| 55          | Silver     | 5   | Phoenix Racing                       | Finlay Hutchison Iván Pareras Kim-Luis Schramm                           | Audi R8 LMS                  | 229 |
| 56          | Silver     | 555 | Orange 1 FFF Racing Team             | Michele Beretta Diego Menchaca Taylor Proto Giacomo Altoè                | Lamborghini Huracán GT3      | 224 |
| 57          | Pro        | 00  | Good Smile Racing & Type-Moon Racing | Nobuteru Taniguchi Tatsuya Kataoka Adam Christodoulou                    | Mercedes-AMG GT3             | 217 |
| 58          | Pro        | 51  | AF Corse                             | Sam Bird James Calado Alessandro Pier Guidi                              | Ferrari 488 GT3              | 199 |
| 59          | Pro        | 52  | AF Corse                             | Andrea Bertolini Niek Hommerson Louis Machiels Toni Vilander             | Ferrari 488 GT3              | 186 |
| 60          | Pro-Am     | 91  | Herberth Motorsport                  | Daniel Allemann Ralf Bohn Alfred Renauer Robert Renauer                  | Porsche 911 GT3 R            | 179 |
| 61          | Silver     | 333 | Rinaldi Racing                       | Denis Bulatov David Perel Rinat Salikhov Indy Dontje                     | Ferrari 488 GT3              | 168 |
| 62          | Silver     | 55  | Attempto Racing                      | Mattia Drudi Pieter Schothorst Steijn Schothorst                         | Audi R LMS                   | 147 |
| 63          | Pro        | 108 | Bentley Team M-Sport                 | Maxime Soulet Alex Buncombe Markus Palttala                              | Bentley Continental GT3      | 118 |
| 64          | Innovation | 50  | 1969 Tribute                         | Loïc Deman Angélique Detavernier Marc Duez Stéphane Lémeret              | Porsche 911 GT3 Cup MR       | 94  |
| 65          | Pro        | 62  | R-Motorsport                         | Maxime Martin Matthew Parry Matthieu Vaxivière                           | Aston Martin Vantage AMR GT3 | 84  |
| 66          | Pro-Am     | 31  | Team Parker Racing                   | Derek Pierce Glynn Geddie Andrew Meyrick Ryan Ratcliffe                  | Bentley Continental GT3      | 51  |
| 67          | Am         | 37  | 3Y Technology                        | Philippe Bourgeois Jean-Paul Buffin Philippe Haezebrouck Gilles Vannelet | BMW M6 GT3                   | 33  |
| 68          | Silver     | 762 | R-Motorsport                         | Ricky Collard Ferdinand Habsburg Hugo de Sadeleer Aaro Vainio            | Aston Martin Vantage AMR GT3 | 30  |
| 69          | Pro        | 227 | HubAuto Corsa                        | Nick Cassidy Nick Foster Daniel Serra                                    | Ferrari 488 GT3              | 25  |
| 70          | Am         | 36  | Walkenhorst Motorsport               | Anders Buchardt David Pittard Henry Walkenhorst Don Yount                | BMW M6 GT3                   | 21  |
| 71          | Pro        | 59  | Garage 59                            | Jonny Adam Côme Ledogar Andrew Watson                                    | Aston Martin Vantage AMR GT3 | 10  |
| 72          | Pro        | 109 | M-Sport Team Bentley                 | Rodrigo Baptista Callum MacLeod Seb Morris                               | Bentley Continental GT3      | 6   |

### Nur in der Meldeliste
Zu diesem Rennen sind keine weiteren Meldungen bekannt.

### Klassensieger
| Klasse     | Fahrer                  | Fahrer               | Fahrer        | Fahrer       | Fahrzeug                     | Platzierung im Gesamtklassement |
| ---------- | ----------------------- | -------------------- | ------------- | ------------ | ---------------------------- | ------------------------------- |
| Pro        | Michael Christensen     | Richard Lietz        | Kévin Estre   |              | Porsche 911 GT3 R            | Gesamtsieg                      |
| Pro-Am     | Charlie Eastwood        | Ahmad Al Harthy      | Salih Yoluç   | Nicki Thiim  | Aston Martin Vantage AMR GT3 | Rang 22                         |
| Silver     | Sandy Mitchell          | James Pull           | Jordan Witt   |              | Lamborghini Huracán GT3      | Rang 15                         |
| Am         | Christian Hook          | Alexander Mattschull | Hendrik Still | Manuel Lauck | Ferrari 488 GT3              | Rang 28                         |
| Innovation | kein Teilnehmer im Ziel |                      |               |              |                              |                                 |

### Renndaten
- Gemeldet: 72
- Gestartet: 72
- Gewertet: 61
- Rennklassen: 5
- Zuschauer: unbekannt
- Wetter am Renntag: starker Regen und Sturmböen
- Streckenlänge: 7,004 km
- Fahrzeit des Siegerteams: 24:00:17,511 Stunden
- Gesamtrunden des Siegerteams: 363
- Gesamtdistanz des Siegerteams: 2542,452 km
- Siegerschnitt: unbekannt
- Pole Position: Maro Engel – Mercedes-AMG GT3 Evo (#4) – 2:18,488 = 181,900 km/h
- Schnellste Rennrunde: Laurens Vanthoor – Porsche 911 GT3 R (#117) – 2:20,146 = 179,900 km/h
- Rennserie: 3. Lauf zur Intercontinental GT Challenge 2019